# Esprit Alexandre Rémy
Pour les articles homonymes, voir Rémy (homonymie).
Ne doit pas être confondu avec Jules Rémy.
 Esprit Alexandre Rémy (né le 11 juillet 1817 à Châtillon-sur-Marne, et mort le 16 décembre 1900 à Mareuil-le-Port) est un docteur en médecine et botaniste français.

## Biographie
Fils de Philippe Esprit Rémy (1792-1869), docteur en médecine, et de Marie Alexandrine Tausserat, il a un frère Lin Ange Alexandre Rémy (1827-1899), également docteur en médecine. Ce dernier demeure à Bône (Algérie) en 1862 où il se marie. Parmi plusieurs fonctions importantes qu'Esprit Alexandre Rémy a occupées, on notera celles de maire et de président de la Société de Secours mutuels de Mareuil-le-Port.
Esprit Alexandre Rémy est parfois confondu avec Jules Ézéchiel Rémy (1825-1893), botaniste à Livry-Louvercy.

## Publications (sélection)
- 1847.  De la Vie et de la mort, considérations philosophiques sur la vie de la terre et des êtres qui en dépendent, en particulier de la vie et de la mort de l'homme, et de son avenir, comprenant la géogénie... la géologie, l'histoire naturelle philosophique. Ed. Comptoir des Imprimeurs-Unis. 436 pp.
- 1858. Flore de la Champagne, description succincte de toutes les plantes cryptogames et phanérogames... de la Marne, des Ardennes, de l'Aube et de la Hte Marne... Manuel d'herborisation. 281 pp. (Rémy père) en línea
- 1861.  Société d'agriculture, commerce, sciences et arts du département de la Marne. Étude de M. le Dr Rémy... sur la caverne contenant des ossements humains et des armes en silex, découverte à Mizy,... au mois de mai 1861. Ed. Impr. de H. Laurent. 52 pp.
- 1861. Essai d'une nouvelle classification de la famille des graminées, par E.-A. Rémy,... 1re Partie Les Genres. Ed. Germer-Baillière. 308 pp.

## Postérité
De nombreuses espèces ont été nommées en son honneur:
- (Asteraceae) Bidens remyi Sherff ex Drake
- (Asteraceae) Campylotheca remyi Hillebr.
- (Asteraceae) Melanthera remyi (A.Gray) W.L.Wagner & H.Rob.
- (Campanulaceae) Neowimmeria remyi (Rock) O.Deg. & I.Deg.
- (Violaceae) Isodendrion remyi H.St.John
- (Viscaceae) Korthalsella remyi Skottsb.